# Gerbathodes paupera
Gerbathodes paupera är en fjärilsart som beskrevs av Otto Staudinger 1892. Gerbathodes paupera ingår i släktet Gerbathodes och familjen nattflyn. Inga underarter finns listade i Catalogue of Life.